# 1984年ロサンゼルスオリンピックのベルギー選手団
1984年ロサンゼルスオリンピックのベルギー選手団（1984ねんロサンゼルスオリンピックのベルギーせんしゅだん）は、1984年7月28日から8月12日にかけてアメリカ合衆国のロサンゼルスで開催された1984年ロサンゼルスオリンピックのベルギー選手団、およびその競技結果。

## 概要
今大会は金メダル1個、銀メダル1個、銅メダル2個の合計4個のメダルを獲得した。

## メダル
| メダル | 選手名                   | 競技   | 種目               |
| ------ | ------------------------ | ------ | ------------------ |
| 金     | ロジェ・イレヘムス       | 自転車 | 男子ポイントレース |
| 銅     | イングリッド・ランペラー | 競泳   | 女子200m平泳ぎ     |